# 汪元標
汪元標（？—？），字承景，號梧丘，直隸徽州府歙县民籍。明朝政治人物。

## 生平
原名汪應樞。萬曆十九年（1591年）辛卯科應天鄉試舉人，改名元標。萬曆四十四年（1616年）中進士，兵部觀政，授福建建陽縣知縣，天啓二年（1622年）以卓异晋吏部稽勋司主事，历掌四司篆，三年官至文选司员外郎。值魏忠贤鼓焰，拂衣归。会有疏通之詔，乃起备兵海上，至则饬海防，擒大盗萧潮清等千馀人，閩得安堵。后晋福宁藩臬，治福宁一如治海上時，尋告归。。

## 家族
曾祖汪永顺。祖汪廷赞。父汪文淑。